# Peter Cushing
Peter Cushing, född 26 maj 1913 i Kenley i Croydon i London, död 11 augusti 1994 i Canterbury i Kent, var en brittisk skådespelare.  
Cushing scendebuterade 1935, efter utbildning vid Guildhall School of Music and Drama i London, kom sedan till USA där han framträdde på Broadway och hade biroller i flera Hollywoodfilmer. 
Peter Cushing gjorde brittisk filmdebut 1948 i Hamlet. För en bredare publik är han kanske mest känd för sin roll som Grand Moff Tarkin i Stjärnornas krig och som motspelare till Christopher Lee i dussintals skräckfilmer av den brittiska Hammer Films-studion, bland annat som Van Helsing i Dracula-filmerna och Victor Frankenstein i Frankenstein-filmerna och även Sherlock Holmes i Baskervilles hund (1959). Han återkom senare i rollen som Holmes i TV-serien Sherlock Holmes 1968, då han övertog rollen från Douglas Wilmer.
Cushing avled i prostatacancer 1994. Han var en mycket god vän till Christopher Lee.
2016 gick Peter Cushing till historien som den första skådespelaren att återupplivas digitalt i Star Wars-filmen Rogue One, där hans ansikte och kropp återigen gestaltar Grand Moff Tarkin.

## Filmografi
| Titel                                             | År   | Roll                    | Noter              |
| ------------------------------------------------- | ---- | ----------------------- | ------------------ |
| Mannen med järnmasken                             | 1939 | andre styrman           |                    |
| Laddie                                            | 1940 | Robert Pryor            |                    |
| Skandal i Oxford                                  | 1940 | studerande              |                    |
| Få äro utvalda                                    | 1940 | Joe Shand               |                    |
| Women in War                                      | 1940 | kapten Evans            | Okrediterad        |
| En hjälte i Virginia                              | 1940 | Leslie Stephens         | Okrediterad        |
| They Dare Not Love                                | 1941 | Underlöjtnant Blackler  | Okrediterad        |
| Hamlet                                            | 1948 | Osric                   |                    |
| Målaren på Moulin Rouge                           | 1952 | Marcel de la Voisier    |                    |
| Svarte riddaren                                   | 1954 | Sir Palamides           |                    |
| Slutet på historien                               | 1955 | Henry Miles             |                    |
| Magic Fire                                        | 1955 | Otto Wesendonk          |                    |
| Alexander den store                               | 1956 | Memnon                  |                    |
| Min son skall hängas                              | 1957 | Jeremy Clayton          |                    |
| Frankensteins förbannelse                         | 1957 | Victor Frankenstein     |                    |
| Snömannen                                         | 1957 | Dr Rollason             |                    |
| Desperat ungdom                                   | 1958 | präst                   |                    |
| I Draculas klor                                   | 1958 | Abraham van Helsing     |                    |
| Frankensteins blodiga hämnd                       | 1958 | Victor Frankenstein     |                    |
| Baskervilles hund                                 | 1959 | Sherlock Holmes         |                    |
| Äventyr på de sju haven                           | 1959 | Kapten Richard Pearson  |                    |
| Mumiens hämnd                                     | 1959 | John Banning            |                    |
| Fallet doktor Knox                                | 1960 | Dr Robert Knox          |                    |
| Dödspiloten                                       | 1960 | Kapten Clive Judd       |                    |
| Dracula – blodtörstig vampyr                      | 1960 | Abraham van Helsing     |                    |
| Suspect                                           | 1960 | Professor Sewell        |                    |
| Robin Hood den fredlöse                           | 1960 | Sheriffen av Nottingham |                    |
| Revansch på Hellfire Club                         | 1961 | Merryweather            |                    |
| Vrakplundrarna vid Smugglers Bay                  | 1961 | Trevenyan               |                    |
| Den nakna eggen                                   | 1961 | Evan Wrack              |                    |
| Pengarna på bordet                                | 1961 | Harry Fordyce           |                    |
| Nattens ryttare                                   | 1962 | Pastor Blyss            |                    |
| The Devil's Agent                                 | 1962 |                         | Bortklippta scener |
| Mannen som dog 3 gånger                           | 1963 | Dr Peter von Brecht     |                    |
| Frankensteins monster                             | 1964 | Victor Frankenstein     |                    |
| Förstenad av skräck                               | 1964 | Dr Namaroff             |                    |
| Mannen i tågkupén                                 | 1965 | Dr Terror               |                    |
| Dödsgrottan vid Kuma                              | 1965 | Major Holly             |                    |
| Dödskallen                                        | 1965 | Dr Christopher Maitland |                    |
| Dr Who and the Dalecs                             | 1965 | Dr Who                  |                    |
| Skelettdöden                                      | 1966 | Dr Brian Stanley        |                    |
| Dalecs - Invasion Earth: 2150 A.D.                | 1966 | Dr Who                  |                    |
| Frankensteins djävulska dotter                    | 1967 | Victor Frankenstein     |                    |
| Night of the Big Heat                             | 1967 | Dr Vernon Stone         |                    |
| Skräckens ansikte                                 | 1967 | Lancelot Canning        |                    |
| Some May Live                                     | 1967 | John Meredith           |                    |
| Den blodtörstiga vampyren                         | 1968 | Kommissarie Quennell    |                    |
| Ett liv i skräck                                  | 1968 | Sir John Rowan          |                    |
| Frankenstein död eller levande                    | 1969 | Victor Frankenstein     |                    |
| Blodsugarna                                       | 1970 | Dr Walter Goodrich      |                    |
| Skrik och skrik igen                              | 1970 | Najor Heinrich Benedek  |                    |
| Två vita och en brun                              | 1970 | Victor Frankenstein     |                    |
| Vampyren – en erotisk mardröm                     | 1970 | General von Spielsdorf  |                    |
| Huset som droppade blod                           | 1971 | Phillip Grayson         |                    |
| Draculas döttrar                                  | 1971 | Gustav Weil             |                    |
| Fruktans monster                                  | 1971 | Frederick Utterson      |                    |
| Från andra sidan graven                           | 1972 | Arthur Edward Grimsdyke |                    |
| Draculas bloodstory                               | 1972 | Lorimer van Helsing     |                    |
| Dr. Phibes kommer tillbaka                        | 1972 | Kapten                  |                    |
| Hospitalet                                        | 1972 | Mr Smith                |                    |
| Skräckens hus                                     | 1972 | Michael Carmichael      |                    |
| Dödsexpressen                                     | 1972 | Dr Wells                |                    |
| Djävulen är odödlig                               | 1973 | Sir Mark Ashley         |                    |
| Djävulens skelett                                 | 1973 | Emmanuel Hildern        |                    |
| Den avhuggna handen                               | 1973 | Dr Pope                 |                    |
| Dracula och djävulsdyrkarna                       | 1973 | Dr van Helsing          |                    |
| Shatter                                           | 1974 | Rattwood                |                    |
| Skuggor från dödsriket                            | 1974 | Affärsägare             |                    |
| Frankenstein and the Monster from Hell            | 1974 | Victor Frankenstein     |                    |
| Besten                                            | 1974 | Dr Christopher Lundgren |                    |
| Madhouse                                          | 1974 | Herbert Flay            |                    |
| Legend of the 7 Golden Vampires                   | 1974 | Lawrence van Helsing    |                    |
| Tender Dracula, or Confessions of a Blood Drinker | 1974 | Macgregor               |                    |
| Legend of the Werewolf                            | 1975 | Professor Paul          |                    |
| The Ghoul                                         | 1975 | Dr Lawrence             |                    |
| Trial by combat                                   | 1976 | Sir Edward Gifford      |                    |
| At the Earth's Core                               | 1976 | Dr Abner Perry          |                    |
| Land of the minotaur                              | 1976 | Baron Corofax           |                    |
| Stjärnornas krig                                  | 1977 | Grand Moff Tarkin       |                    |
| Chockvågor                                        | 1977 | SS-officer              |                    |
| Det spökar                                        | 1977 | Wilbur                  |                    |
| Die Standarte                                     | 1977 | Baron von Hackenberg    |                    |
| Son of Hitler                                     | 1978 | Heinrich Hausser        |                    |
| Arabian Adventure                                 | 1979 | Wazir Al Wuzara         |                    |
| A Touch of the Sun                                | 1979 | Kommissarie potts       |                    |
| Jules Verne's Mystery on Monster Island           | 1981 | William Kolderup        |                    |
| Black Jack                                        | 1981 | Sir Thomas Bedford      |                    |
| House of the Long Shadows                         | 1983 | Sebastian Grisbane      |                    |
| Top Secret!                                       | 1984 | Affärsägare             |                    |
| Legenden om den gröna riddaren                    | 1984 | Seneschal – Gaspar      |                    |
| Biggles: Adventures in Time                       | 1986 | William Raymond         |                    |
| Rogue One: A Star Wars Story                      | 2016 | Grand Moff Tarkin       |                    |